# Vodochody
Vodochody (en allemand : Wodochod) est une commune du district de Prague-Est, dans la région de Bohême-Centrale, en République tchèque. Sa population s'élevait à 691 habitants en 2020.

## Géographie
Vodochody se trouve à 2,7 km au sud-ouest de Libčice nad Vltavou, à 3 km au sud-sud-ouest d'Odolena Voda et à 13,5 km au nord-nord-est de Prague.
La commune est limitée par Postřižín et Odolena Voda au nord, par Klíčany à l'est, par Klecany au sud, et par Větrušice et Máslovice à l'ouest.

## Histoire
La première mention écrite de la localité date de l'an 1000.

## Administration
La commune se compose de deux quartiers :
- Hoštice
- Vodochody

## Transports
Par la route, Vodochody se trouve à 7 km d'Odolena Voda, à 17 km de Libčice nad Vltavou et à 22 km du centre de Prague.